# Gărmen
Gărmen (in bulgaro Гърмен?) è un comune bulgaro situato nel distretto di Blagoevgrad di 14.806 abitanti (dati 2024).

## Località
Il comune è formato dall'insieme delle seguenti località:
- Gărmen (sede comunale)
- Baldevo
- Debren
- Dolno Drjanovo
- Dăbnica
- Gorno Drjanovo
- Hvostiane
- Kovačevica
- Kruševo
- Lešten
- Marčevo
- Ognjanovo
- Oreše
- Osikovo
- Ribnovo
- Skrebatno